# Metronotte
Metronotte è un film del 2000 diretto da Francesco Calogero.

## Trama
Paolo Torregiani è un metronotte che da venti anni lavora a Lucca in un istituto di vigilanza, dopo un violento litigio con il collega Alcide, lo cerca per fare pace ma lo trova in una pozza di sangue, colpito da una pallottola all'addome, all'interno di un calzaturificio dove era di guardia. È un posto che Paolo conosce bene, perché nello stesso complesso abita il proprietario Oscar con la moglie russa Nadia. Da quando Daria lo ha lasciato, Paolo ha cominciato ad invaghirsi di Nadia e passa parte della notte sotto le sue finestre.
Quella notte per caso Paolo riesce a parlarle, mentre l'accompagna a cercare il marito ignaro dell'accaduto. Nadia è turbata: racconta a Paolo una storia confusa, gli parla di un fratello, Dimitri, al quale avrebbe tenuta nascosta la sua nuova vita in Italia compreso il matrimonio con Oscar. Dimitri ha passato alcuni anni in galera e ora pare che stia arrivando in Italia, forse risentito per essere stato tenuto all'oscuro. Nadia non osa rivelare questa storia ad Oscar e teme che Dimitri possa essere coinvolto nei fatti di quella notte: chiede allora a Paolo di proteggerla e di tenere a freno Dimitri, qualora lo incontrasse.
Paolo da quel momento comincia a dividersi tra l'episodio riguardante il collega e questo "incarico" che gli consente di stare vicino alla donna che desidera. Gli eventi lo portano a scoprire che Dimitri non è il fratello ma l'amante di Nadia. Trovandosi poi a casa di Russo, un collega, Paolo intuisce che questi ha un tenore di vita sopra il normale, e allora emerge la verità: Russo, Oscar e un'altra guardia giurata erano in combutta, Alcide ricattava Russo, che lo ha ucciso.